# Jean-Christophe Combe
Pour les articles homonymes, voir Combe (homonymie).
Jean-Christophe Combe, né le 14 septembre 1981 à Sainte-Menehould (Marne), est un homme politique français.
Le 4 juillet 2022, il est nommé ministre des Solidarités, de l'Autonomie et des Personnes handicapées dans le gouvernement d'Élisabeth Borne. Le 20 juillet 2023, Aurore Bergé lui succède.

## Biographie

### Jeunesse et études
Le père de Jean-Christophe Combe est enseignant de gymnastique, et sa mère est artisane,. Après des études en classes préparatoires littéraires au lycée Claude-Monet, il obtient une licence d'histoire à l'université Paris I Panthéon Sorbonne. Il est diplômé de l'Institut d'études politiques de Paris en 2005. Pendant ses études, il est conseiller technique au Sénat, au sein du groupe Union centriste.

### Parcours professionnel
Diplômé de l'IEP de Paris, Jean-Christophe Combe rejoint le cabinet Deloitte en tant que collaborateur spécialisé dans le secteur public. Il quitte Deloitte un an plus tard, en 2007, lorsqu'il est nommé directeur de cabinet du député et maire de Châlons-en-Champagne, l'UMP Bruno Bourg-Broc. En 2009, il devient directeur de cabinet du maire UMP de Saint-Germain-en-Laye, Emmanuel Lamy.
En 2011, il est nommé directeur du cabinet du président de la Croix-Rouge française. Il devient en 2016 directeur général par intérim de la Croix-Rouge française, puis en 2017, directeur général.
Il devient ministre des Solidarités, de l'Autonomie et des Personnes handicapées le 4 juillet 2022, en remplacement de Damien Abad, dans le gouvernement d'Élisabeth Borne. Aurore Bergé lui succède à ce poste le 20 juillet 2023,.
Il devient en 2023 président du Comité de Mission de Plateforme Formation, un institut de formation spécialisé dans les nouvelles technologies.
A partir de février 2024, il est directeur marketing, innovation, développement durable au sein du groupe Keolis. Son départ est annoncé pour le 1er septembre 2025.

## Publication
- L'humanité ne se négocie pas, Éditions de l'Aube, 25 novembre 2021, 142 p. (ISBN 978-2815945950 et 978-2-8159-4596-7, lire en ligne).